# 片桐池田家
片桐池田家（かたぎりいけだけ）は、池田氏庶流にあたる武家・士族・華族だった家。江戸時代には備前岡山藩主池田家で周匝を領する家老家として続き、維新後には士族を経て華族の男爵家に列せられた。

## 歴史
池田恒興の四男池田長政は幼くして池田家重臣片桐俊元の養子に入り、慶長8年（1603年）に備前下津井3万2000石を領したが、その子長明は2歳で家督したことから播磨龍野2万2000石に減封された。池田家が鳥取に転封されていた時期には因幡国八橋を知行し、寛永9年（1632年）に池田家が岡山に再転封されると備前赤坂郡周匝において2万2000石を領するようになり、以降「周匝池田家」と称された。また初代長政が片桐家の養子だったことから「片桐池田家」とも呼ばれた。寛永19年（1642年）に長明が家老となって以降、代々の家老家となった。
幕末維新期の当主は長常であり、維新に功があった。維新後には片桐池田家は当初士族に列した。
明治17年（1884年）に華族が五爵制になった際に定められた『叙爵内規』の前の案である『爵位発行順序』所収の『華族令』案の内規（明治11年・12年ごろ作成）や『授爵規則』（明治12年以降16年ごろ作成）では旧万石以上陪臣が男爵に含まれており、片桐池田家も男爵候補に挙げられているが、最終的な『叙爵内規』では旧万石以上陪臣は授爵対象外となったため、この時点では片桐池田家は士族のままだった。
明治15年・16年ごろ作成と思われる『三条家文書』所収『旧藩壱万石以上家臣家産・職業・貧富取調書』は、当時の当主池田長準について旧禄高を2万1000石、所有財産は田畑7町2反6畝歩、山林12町8反歩、宅地3反4畝13歩、建家140坪、職業は岡山県英田郡長、貧富景況は空欄になっている。
明治33年（1900年）5月9日に旧万石以上陪臣家で、かつ華族の体面を維持できる財産（年間500円以上の収入を生じる財本）を有する25家が華族の男爵に叙された際に長準も男爵に叙せられた。
その子長康は貴族院の男爵議員に当選して務めた。彼の代に片桐池田家の住居は東京市赤坂区台町にあった。

## 歴代当主
1. 池田長政[5]
2. 池田長明
3. 池田長久
4. 池田長喬
5. 池田長處
6. 池田長仍
7. 池田長玄
8. 池田長紀
9. 池田長貞
10. 池田長常
11. 池田長準
12. 池田長康